# Гидовая РНК
Гидовая РНК, гРНК — это РНК, которые опосредуют вставки уридиновых нуклеотидов в мРНК у трипаносом в процессе редактирования РНК. гРНК закодированы отдельными районами генома кинетопласта.

## Механизм действия
5'-конец гРНК гибридизуется с коротким районом нередактированной пре-мРНК, называемым якорной последовательностью, в то время как 3'-конец таких РНК является матрицей для редактирования. Многие гРНК не гибридизуются с якорной последовательностью первичного транскрипта, но гибридизуются с частично редактированным транскриптом. Поэтому редактирование пре-мРНК трипаносом начинается обычно около 3'-конца и продвигается к 5'-концу в ходе повторяющегося процесса, который требует наличия нескольких разных гРНК, которые последовательно связываются с якорной последовательностью частично редактированных участков. Остается не совсем понятным, для чего кинетопласты трипаносом используют столь усложенный механизм образования мРНК. Функции многих гРНК не изучены.